# Question Mark & the Mysterians
Question Mark & the Mysterians (также — ? and the Mysterians) — американская рок-группа, образованная в Бей-Сити, штат Мичиган, в 1962 году, исполнявшая гаражный рок-н-ролл и считающаяся одной из ранних групп прото-панка. Своё название коллектив заимствовал из японского научно-фантастического фильма 1957 года «Мистериане», по сюжету которого пришельцы с погибшей планеты Мистероид прибывают на Землю, чтобы её завоевать.
Известность Question Mark & the Mysterians принёс хит «96 Tears», в 1966 году возглавивший Billboard Hot 100 и разошедшийся более чем миллионным тиражом. Как отмечается в биографии группы на Allmusic уже одной этой песни оказалось достаточно, чтобы группа «вошла в историю как легенда гаражного рока».
Question Mark & the Mysterians оказались одной из первых групп, по отношению к музыке которых был применён термин панк-рок, и первой группой латино-рока, получившей известность в США.
Во многом её популярность была обусловлена эксцентричностью фронтмена, известного как «?» (Question Mark), который всегда скрывал своё имя (по данным банка авторских прав в Библиотеке Конгресса, его зовут Руди Мартинес) и утверждал, что прибыл с Марса, а в своей прошлой жизни общался с динозаврами.

## Дискография

### Альбомы
- 96 Tears (1966, Cameo Parkway, #66 US Billboard Pop chart)
- Action (1967, Cameo Parkway)
- 96 Tears Forever: The Dallas Reunion Tapes '84 [live] (1995, ROIR)
- Question Mark & the Mysterians (1995, Collectables)
- Do You Feel It Baby? [live] (1998, Norton)
- More Action (1999, Cavestomp)[4]